# Duntroon
Duntroon is een klein boerendorp in de regio Otago op het Zuidereiland van Nieuw-Zeeland. Het ligt iets ten noorden van Oamaru in het Waitaki District. Vlak bij Duntroon zijn kliffen van kalksteen.
Duntroon is de vestigingsplaats van het Vanished World Heritage Centre, dat de geologie van de Waitaki regio laat zien en fossielen van uitgestorven dieren, gevonden in de regio, in bewaring heeft. Ook zijn er in de buurt grotten met eeuwenoude Māori tekeningen.